# Financial Times Deutschland
Financial Times Deutschland var et tysk dagblad, der som sin moderavis, engelske Financial Times, beskæftigede sig med erhverv, økonomi og finans. 
Avisen, der blev grundlagt på toppen af dot com-boblen i februar 2000 som et joint-venture mellem udgiveren af den engelske Financial Times , Pearson og den tyske udgivervirksomhed Gruner + Jahr. Avisens første redaktør var Andrew Gowers. Oplaget havde nået 103.000 i tredje kvartal 2007. Pearson solgte i 2008 deres ejerandel til Gruner + Jahr for 10 millioner euro. I aftalen indgik desuden en årlig betaling for brugen af FT-navnet på 500.000 euro. Efter salget var avisen redaktionelt uafhængig af Financial Times.
I november 2012 annoncerede Gruner + Jahr, at man som led i en rekonstruktion af selskabets finansielle udgivelser ville lukke Financial Times Deutschland, idet man ikke havde lykkedes med at finde en køber. Samtidig kom det frem, at avisen aldrig havde genereret et overskud, men at man i løbet af avisens 12-årige levetid havde tabt 250 millioner euro på udgivelsen.
7. december 2012 udkom avisen for sidste gang - med en forside helt i sort, hvor nogle af bogstaverne i avisens hoved var "faldet ned", så der står "Final Times". På sidste side bukker og undskylder de ansatte – men forsikrer samtidig, at de intet fortryder.

## Oplagstal
Unable to compile EasyTimeline input:

Timeline generation failed: 3 errors found

Line 59:   text:Kilde - IVW (http://www.ivw.eu/ Arkiveret 17. december 2014 hos  Wayback Machine)

- Invalid attribute 'IVW' ignored.

```
 Specify attributes as 'name:value' pair(s).

```

Line 59:   text:Kilde - IVW (http://www.ivw.eu/ Arkiveret 17. december 2014 hos  Wayback Machine)

- Invalid attribute '-' ignored.

```
 Specify attributes as 'name:value' pairs.

```

Line 59:   text:Kilde - IVW (http://www.ivw.eu/ Arkiveret 17. december 2014 hos  Wayback Machine)

- TextData definition invalid. Invalid attribute '(http'colon'//www.ivw.eu/%7b%%7b%webarchive|url%3d%https' found. 

```
 Syntax: 'TextData = [fontsize:..] [lineheight:..] [link:..] [pos:..] [tabs:..] [text:..] [textcolor:..]'

```